# Bastian Dankert
Bastian Dankert (Schwerin, 9 giugno 1980) è un arbitro di calcio tedesco.

## Carriera
Il 25 maggio 2022 è supporto VAR nella Finale della UEFA Conferenence League 2021-2022 tra Roma e Feyenoord, coaudiovando il VAR tedesco Marco Fritz e l'arbitro rumeno Istvan Kovacs.
Il 23 aprile 2024 la UEFA lo ha convocato per il campionato d'Europa 2024 in Germania, nel ruolo di VAR insieme ai colleghi Christian Dingert e Marco Fritz, agli arbitri Daniel Siebert e Felix Zwayer ed agli assistenti Stefan Lupp, Marco Achmüller, Jan Seidel e Rafael Foltyn.
Il 26 luglio 2024 la UEFA lo ha designato nel ruolo di VAR per la Supercoppa UEFA 2024, diretta dallo svizzero Schärer.